# Tereșkî, Krasîliv
Tereșkî (în ucraineană Терешки) este localitatea de reședință a comunei Tereșkî din raionul Krasîliv, regiunea Hmelnîțkîi, Ucraina.

## Demografie
Componența lingvistică a localității Tereșkî
     Ucraineană (97,05%)
     Rusă (1,07%)
Conform recensământului din 2001, majoritatea populației localității Tereșkî era vorbitoare de ucraineană (97,05%), existând în minoritate și vorbitori de armeană (1,88%) și rusă (1,07%).